# Hammer & Michel
Hammer & Michel ist das vierte Studioalbum des deutschen Sängers Jan Delay. Es erschien am 11. April 2014 bei Universal Records.

## Produktion
Ursprünglich sollte die von Jan Delay produzierte CD schon im Sommer 2013 erscheinen, jedoch war die Rockmusik für den Sänger schwerer als erwartet zu produzieren. Die CD wurde vom Plattenlabel Vertigo der Universal Music Group im April 2014 veröffentlicht. Alle Lieder hat Delay unter seinem bürgerlichen Namen Jan Phillip Eißfeldt zusammen mit Kaspar Wiens, Lieven Brunckhorst, Alexander Busse, Loomis Green, Sebastian John, Philipp Kacza, Jonas Landerschier, Jost Nickel und Olli Wong komponiert.

## Titelliste
| #   | Titel                 | Länge |
| --- | --------------------- | ----- |
| 1.  | Liebe                 | 6:14  |
| 2.  | Dicke Kinder          | 3:16  |
| 3.  | Sie kann nicht tanzen | 3:27  |
| 4.  | Straße                | 4:20  |
| 5.  | Fick                  | 3:33  |
| 6.  | Scorpions-Ballade     | 5:01  |
| 7.  | Nicht eingeladen      | 3:06  |
| 8.  | Action                | 3:37  |
| 9.  | Hertz 4               | 3:34  |
| 10. | St. Pauli             | 4:27  |
| 11. | Wacken                | 4:02  |
| 12. | Kopfkino              | 5:14  |

## Rezeption
Reaktionen auf das Album waren größtenteils negativ.
Der Musikexpress bemängelt, dass das Album „weitgehend auf dem Deutschrock-Level eines leidlich modernisierten Udo Lindenberg“ verharrt und spricht ihm das Genre Rock ab. Genauso merkt auch Der Spiegel an, dass dies „mit Rock'n'Roll [...], ähnlich wie unlängst bei Heino und seiner Rocker-Platte, rein gar nichts zu tun [hat].“ Laut.de bewertet das Album mit zwei von fünf Sternen und schreibt, dass „[d]umpfe, monotone Stampf-Rhythmen, die jede Schülerband in ihren ersten gemeinsamen Tagen im muffeligen Proberaum auf die Reihe bekommt“ das Bild bestimmen. Dahingegen meint Der Tagesspiegel, dass „sein Wechsel von Funk zu Rock [...] gut bei den Fans anzukommen [scheint].“

## Kommerzieller Erfolg

### Chartplatzierungen
| ChartsChartplatzierungen | Höchstplatzierung | Wochen |
| ------------------------ | ----------------- | ------ |
| Deutschland (GfK)        | 1 (23 Wo.)        | 23     |
| Österreich (Ö3)          | 3 (6 Wo.)         | 6      |
| Schweiz (IFPI)           | 4 (10 Wo.)        | 10     |

| ChartsJahrescharts (2014) | Platzierung |
| ------------------------- | ----------- |
| Deutschland (GfK)         | 66          |

### Auszeichnungen für Musikverkäufe
| Land/Region        | Auszeichnungen für Musikverkäufe (Land/Region, Auszeichnung, Verkäufe) | Verkäufe |
| ------------------ | ---------------------------------------------------------------------- | -------- |
| Deutschland (BVMI) | Gold                                                                   | 100.000  |
| Insgesamt          | 1× Gold ·                                                              | 100.000  |